# Neljubov
Neljubov (russisk: Нелюбовь) er en sovjetisk spillefilm fra 1991 af Valerij Rubintjik.

## Medvirkende
- Ksenija Katjalina som Rita
- Stanislav Ljubsjin
- Dmitrij Rosjjin som Roma
- Genrietta Jegorova
- Irina Sjelamova som Bubastisa